# Alessandro Cuozzo
Alessandro Cuozzo (Napoli, 1975) è un compositore italiano.

## Biografia
Nacque a Napoli nel 1975. Si è diplomato in pianoforte nel 1998 sotto la guida del maestro Ettore Ferrigno , frequentando al contempo corsi di perfezionamento tenuti dal maestro Sergio Fiorentino, durante i quali conosce il pianista palermitano Giuseppe Andaloro. Nel 2005, dal loro incontro, nacque la Sonata per pianoforte solo, eseguita in anteprima il 24 maggio 2006 nella Fazioli Concert Hall di Sacile.
Sin dall'infanzia ha mostrato particolare interesse per la composizione, il cui percorso formativo continua a svolgere da autodidatta. Le sue composizioni sono state eseguite in importanti sedi italiane e internazionali quali, il Seinen Bunka Center Concert Hall di Sendai, il Gasteig di Monaco, la Walter Hall di Toronto, il Fazioli Concert Hall di Sacile, il Teatro delle Muse  di Ancona, il Teatro Regina Margherita di Caltanissetta, il Teatro Massimo di Pescara, il Teatro Savoia di Campobasso, l'Auditorium dell'Annunziata di Sulmona, Villa Rufolo di Ravello, e la Villa S. Michele di Anacapri. Questi concerti hanno avuto come interpreti Giuseppe Andaloro, Tatsuo Nishie, Tetsuo Harada, Sereno String Quartet, Mauro Tortorelli, e il Green Wood Harmony Choir. Inoltre i suoi lavori sono stati trasmessi dalla Bayerischen Rundfunks, dalla Rai-Radio 3, mentre nel 2005 produce il suo primo CD, pubblicato dall'etichetta Fontec.

## Opere
- 1997 - 1998 - Sonata per violino o flauto e pianoforte, incisa dal violinista Tatsuo Nishie e dal pianista Giuseppe Andaloro per la Fontec
- 2001 - Antica fantasia concertante, per chitarra e orchestra d'archi, Edizioni Esarmonia.
- 2001 - Due liriche per soprano o tenore e orchestra d'archi su testi di A. Zona
- 2001- 2002 - Quattro liriche per tenore ed orchestra su testi di S. Quasimodo.
- 2001- 2002 - To Autumn e Tis the witching time of night per coro misto e pianoforte su testi di J. Keats.
- 2003 - Hymnus Matutinus per coro misto a cappella su testo di A. Ambrogio
- 2003- 2004 - Trio per violino, violoncello e pianoforte.
- 2004 -Tis the "witching time" of night per coro misto e pianoforte su testo di J. Keats.
- 2004 - 2005 - Ode alla luna per coro misto e pianoforte su testo di A. Zona
- 2005 - Sonata per violino solo, dedicata al violinista Tatsuo Nishie
- 2005 - For Music per mezzosoprano e pianoforte su testo di B. W. Procter
- 2005 - Sonata per pianoforte solo, dedicata al pianista Giuseppe Andaloro
- 2006 - Quartetto per archi n°1, per due violini, viola e violoncello
- 2006 - Sonata per sassofono contralto e pianoforte, dedicata al sassofonista Gaetano Di Bacco [2]
- 2006 - 2007 - Quartetto per archi n°2, per due violini, viola e violoncello
- 2007 - Divertimento per sassofono soprano e orchestra d'archi, dedicata al sassofonista Gaetano Di Bacco [2]
- 2013 - MeditaZione per violino e pianoforte Op.34, dedicata al violinista Tatsuo Nishie
- 2016- Bado blu Nui, op. 46, (Reminiscenze da "Sul bel Danubio blu"), dedicata alla pianista  Irene Veneziano.

## CD
- Nishie & Giuseppe Andaloro Duo Recital